# Micky Sébastian
Pour les articles homonymes, voir Sebastian.
Micky Sébastian, est une actrice et directrice artistique française, née en 1958 à Bucarest (Roumanie).
Active entre autres dans le doublage, elle est la voix française régulière de Sharon Stone, Rebecca De Mornay, Annette Bening et Kim Cattrall, ainsi qu'une des voix de Kim Basinger, Gina Gershon, Jodie Foster, Kristin Scott Thomas et Daryl Hannah.
Elle est la nièce de l'écrivain, dramaturge et essayiste roumain de culture juive Mihail Sebastian.

## Biographie
Née à Bucarest en 1958, elle est la nièce du dramaturge Mihail Sebastian. Elle arrive en France avec ses parents à l'âge de trois ans. Après une formation au métier de comédienne, à 16 ans, au conservatoire de la rue Blanche à Paris, elle débute au théâtre (dont plusieurs pièces diffusées dans Au théâtre ce soir) puis à la télévision, où son premier rôle important est dans Nana, avec Véronique Genest. Elle joue par la suite dans de nombreuses séries et téléfilms français. Dans Avocats et Associés, elle a incarné l'avocate Michèle Berg pendant quatre ans.

## Théâtre
- 1981 : Jacques et son maître de Milan Kundera, mise en scène Georges Werler, Théâtre des Mathurins
- 1986 : Le Tombeur de Robert Lamoureux, mise en scène de Jean-Luc Moreau, théâtre des Variétés
- 2010 : La Leçon d'anatomie de Larry Tremblay, mise en scène de Benoît Gautier, Festival d'Avignon
- 2016 - 2017 : La Version Browning de Terence Rattigan, mise en scène Patrice Kerbrat, théâtre de Poche-Montparnasse
- 2020 : Les singes aussi s’ennuient le dimanche de Pascal Lasnier, mise en scène Mickaël Pernet

## Filmographie

### Cinéma

#### Longs métrages
- 1979 : Rien ne va plus de Jean-Michel Ribes
- 1981 : Guy de Maupassant de Michel Drach
- 1982 : Un dimanche de flic de Michel Vianey : Barmaid
- 1982 : Édith et Marcel de Claude Lelouch : Marinette Cerdan
- 1983 : Balles perdues de Jean-Louis Comolli : Natacha
- 1986 : États d'âme de Jacques Fansten
- 1986 : Twist again à Moscou de Jean-Marie Poiré
- 1988 : Bonjour l'angoisse de Pierre Tchernia
- 1989 : Le Rêve du singe fou, de Fernando Trueba : Ariane
- 1992 : Drôles d'oiseaux de Peter Kassovitz
- 2004 : Nouvelle-France de Jean Beaudin : la marquise de Pompadour
- 2017 : Carbone d'Olivier Marchal

#### Court métrage
- 1986 : Triple sec d'Yves Thomas

### Télévision

#### Au théâtre ce soir
- 1977 : Au théâtre ce soir : Plainte contre inconnu de Georges Neveux, mise en scène Raymond Gérôme, réalisation Pierre Sabbagh, théâtre Marigny
- 1977 : Au théâtre ce soir : Madame Jonas dans la baleine de René Barjavel, mise en scène Max Fournel, réalisation Pierre Sabbagh, Théâtre Marigny
- 1978 : Au théâtre ce soir : Ce soir à Samarcande de Jacques Deval, mise en scène Raymond Gérôme, réalisation Pierre Sabbagh, Théâtre Marigny

#### Téléfilms
- 1981 : Nana de Maurice Cazeneuve : Satin
- 1984 : La Bavure de Nicolas Ribowski : [Qui ?]
- 2002 : Marion Jourdan de Paul Planchon : Marion Jourdan
- 2005 : Joseph, téléfilm de Marc Angelo : Claire
- 2005 : Capitaines des ténèbres de Serge Moati : Madame Klobb
- 2005 : Papa est formidable de Dominique Baron : Sonia
- 2007 : Bac +70 de Laurent Lévy : Françoise
- 2006 : Petit Homme de Benoît d'Aubert : Élisabeth
- 2006 : Un transat pour huit de Pierre Joassin :  Suzanne
- 2006 : Tueur de flics de Jean-Marc Seban : Marion Jourdan
- 2007 : Confidences : [Qui ?]
- 2008 : Baptêmes de feu de Philippe Venault
- 2009 : Un petit mensonge de Denis Malleval : Hélène Waltz
- 2011 : Dame de cœur de Charlotte Brändström : Laurette
- 2011 : Dames de pique de Philippe Venault : Laurette
- 2011 : Longue Peine de Christian Bonnet : Gisèle Santini
- 2011 : Mission sacrée de Daniel Vigne : Corinne
- 2011 : Mes deux amours de Régis Musset : Barbara Cantarella
- 2013 : Les Mains de Roxana de Philippe Setbon : Elena Orlac
- 2013 : Meurtres à Saint-Malo de Lionel Bailliu : Catherine Fontaine
- 2013 : À corde tendue de Pierre-Antoine Hiroz : Agnès
- 2014 : L'Emprise de Claude-Michel Rome : la présidente Schneider

#### Séries télévisées
- 1981 : Julien Fontanes, magistrat, épisodes La Dixième Plaie d’Égypte et Cousin Michel : Martine Le Cardonnois
- 1985 : Les Cinq Dernières Minutes : Crime sur Megahertz de Joannick Desclers : Pat
- 1986 : Messieurs les Jurés, épisode L'Affaire Kerzaz de Michèle Lucker : Éliane Harnes
- 1989 : Intrigues, épisode Help, taxi d'Emmanuel Fonlladosa
- 1989 : Commissaire Moulin, épisode Corvée de bois, de Paul Planchon : Déborah
- 1990 : Navarro, épisode Strip Show : Nadia
- 1997 : Julie Lescaut, saison 6, épisode Question de confiance d'Alain Wermus : Mahé
- 1998 : PJ, saison 2, épisode 5 « Élodie » : commandant Carole Saboureux de la brigade des mineurs
- 1998-2002 : Avocats et Associés (37 épisodes) : Michèle Berg
- 2000 : Femmes de loi de Claude-Michel Rome : Cécile Vandermans (pilote)
- 2002 : Garonne de Claude d'Anna : Ève-Marie Langlois
- 2002 : Quai n° 1 épisode 6.1 Voiture 13 : Gabrielle
- 2005 : Dolmen : Gwenaëlle « Gwen » Le Bihan
- 2007 : Ondes de choc de Laurent Carcélès : Marthe Parnell
- 2007 : Commissaire Cordier, épisode Cœur solitaire : Justine Nizan
- 2007 : Élodie Bradford, épisode Une femme à la mer : le capitaine Marie-France Delort
- 2007-2010 : Sur le fil de Frédéric Berthe (15 épisodes) : le commissaire divisionnaire Lucie Terrier
- 2009 : Le Chasseur de Nicolas Cuche : la juge d'instruction Julie Duprat
- 2010 : Commissaire Magellan, Théâtre de sang : Raphaëlle Bucci
- 2013 : Cherif
- 2014 : Origines de Jérôme Navarro : Margot Laurent
- 2014 : La smala s'en mêle, épisodes 5 et 6, de Thierry Petit : Catherine, une commissaire de police
- 2016 : Instinct : le commissaire Leroy
- 2023 : La Diplomate : Brielle Fournier, ministre de l'intérieur de la France (saison 1, épisode 8)

## Doublage
Note : Les dates en italique correspondent aux sorties initiales des films dont Micky Sébastian a assuré le redoublage.

### Cinéma

#### Films
- Sharon Stone dans (23 films) :
  - Elle et lui (1991) : Linda Metzger
  - Basic Instinct (1992) : Catherine Tramell
  - Dernière Danse (1996) : Cindy Liggett
  - Diabolique (1996) : Nicole Horner
  - Sphère (1998) : Dr Elizabeth « Beth » Halperin
  - Les Puissants (1998) : Gwen Dillon
  - Gloria (1999) : Gloria
  - La Muse (1999) : Sarah Little
  - Simpatico (1999) : Rosie Carter
  - Sex Revelations (2000) : Fran
  - Morceaux choisis (2000) : Candy Hoxley
  - Catwoman (2004) : Laurel Hedare
  - Secrets d'État (2004) : Sally Tyler / Cauffield
  - Alpha Dog (2006) : Olivia Mazursky
  - Basic Instinct 2 (2006) : Catherine Tramell
  - Bobby (2006) : Miriam Ebers
  - Streets of Blood (2009) : Nina Ferraro
  - Largo Winch 2 (2011) : Diane Francken
  - Border Run (2012) : Sofie
  - Apprenti Gigolo (2014) : Dr Parker
  - The Laundromat : L'Affaire des Panama Papers (2019) : Hannah
  - Beauty (en) (2022) : Colonizer
  - Nobody 2 (2025) : Lendina

- Annette Bening dans (7 films) :
  - La Liste noire (1991) : Ruth Merrill
  - Le Président et Miss Wade (1995) : Sydney Wade
  - Open Range (2003) : Sue Barlow
  - Courir avec des ciseaux (2006) : Deidre Burroughs
  - Seule la vie... (2018) : Dr Kate Morris
  - The Report (2019) : Dianne Feinstein
  - Insubmersible (2023) : Diana Nyad

- Daryl Hannah dans (5 films) :
  - Splash (1984) : Madison
  - Les Aventures d'un homme invisible (1992) : Alice Monroe
  - Les Grincheux (1993) : Mélanie
  - Les Grincheux 2 (1995) : Mélanie
  - Les Derniers Jours de Frankie la Mouche (1996) : Margaret

- Kristin Scott Thomas dans (4 films) :
  - L'Homme qui murmurait à l'oreille des chevaux (1998) : Annie Mac Lean
  - La Maison sur l'océan (2002) : Robin Kimball
  - Chromophobia (2005) : Iona Aylesbury
  - Confessions d'une accro du shopping (2009) : Alette Naylor

- Jodie Foster dans (4 films) :
  - Five Corners (1988) : Linda
  - Le Silence des agneaux (1991) : Clarice Starling
  - Le Petit Homme (1991) : Dede Tate
  - Ombres et Brouillard (1991) : une prostituée

- Gina Gershon dans (4 films) :
  - Showgirls (1995) : Cristal Connors
  - Driven (2001) : Cathy Heguy
  - Usurpation (2017) : Angela
  - Contrôle parental (2018) : Cathy

- Kim Cattrall dans :
  - Police Academy (1984) : Karen Thompson
  - Sex and the City (2008) : Samantha Jones
  - Sex and the City 2 (2010) : Samantha Jones

- Jessica Lange dans :
  - Music Box (1989) : Ann Talbot
  - Du venin dans les veines (1998) : Martha Baring
  - Big Fish (2003) : Sandra Bloom âgée

- Jamie Lee Curtis dans :
  - My Girl (1991) : Shelly DeVoto
  - My Girl 2 (1994) : Shelly DeVoto
  - Le Tailleur de Panama (2001) : Louisa Pendel

- Madeleine Stowe dans :
  - Le Dernier des Mohicans (1992) : Cora Munro
  - Blink (1994) : Emma Brody
  - Mafia Love (2002) : Jennifer Barrett

- Kim Basinger dans (4 films) :
  - Guet-apens (1994) : Carol McCoy
  - Prêt-à-porter (1994) : Kitty Potter
  - Cinquante nuances plus sombres (2017) : Elena Lincoln alias Mme Robinson

- Madonna dans :
  - Shanghai Surprise (1986) : Gloria Tatlock
  - Girl 6 (1996) : Boss #3

- Rene Russo dans :
  - Un bon flic (1991) : Rita Lewis
  - Freejack (1992) : Julie Redlund

- Mary-Louise Parker dans :
  - Beignets de tomates vertes (1991) : Ruth Jamison
  - Avec ou sans hommes (1995) : Robin

- Whitney Houston dans : 
  - Bodyguard (1992) : Rachel Marron
  - La Femme du pasteur (1996) : Julia Biggs

- Halle Berry dans :
  - Boomerang (1992) : Angela Lewis
  - B.A.P.S (en) (1997) : Denise "Nisi"

- Rebecca De Mornay dans :
  - L'Avocat du diable (1993) : Jennifer Haynes
  - Les Trois Mousquetaires (1993) : Milady De Winter

- Téa Leoni dans :
  - Deep Impact (1998) : Jenny Lerner
  - Family Man (2000) : Kate Reynolds

- Kristen Wilson dans :
  - Docteur Dolittle (1998) : Lisa Dolittle
  - Docteur Dolittle 2 (2001) : Lisa Dolittle

- Carla Gugino dans :
  - Sucker Punch (2011) : Mme Gorski
  - Happy New Year (2011) : Dr Morriset
- 1982 : Missing : Beth Horman (Sissy Spacek)
- 1984 : Un amour de Swann : Odette de Crécy (Ornella Muti)
- 1985 : Une créature de rêve : Lisa (Kelly LeBrock)
- 1987 : La Gagne : Aggie Donaldson (Suzy Amis)
- 1988 : Willow : Sorsha (Joanne Whalley)
- 1989 : Road House : Elizabeth Clay (Kelly Lynch)
- 1990 : Mo' Better Blues : Clarke Betencourt (Cynda Williams)
- 1991 : Boyz N the Hood : Reva Devereaux (Angela Bassett)
- 1991 : Un baiser avant de mourir : Ellen / Dorothy Carlsson (Sean Young)
- 1992 : Sables mortels : Lane Bodine (Mary Elizabeth Mastrantonio)
- 1992 : Bruits de coulisses : Brooke Ashton / Vicki (Nicollette Sheridan)
- 1992 : Les Experts : Liz (Mary McDonnell)
- 1993 : Hot Shots! 2 : Michelle Rodham Huddleston (Brenda Bakke)
- 1993 : La Firme : Abigail « Abby » McDeere (Jeanne Tripplehorn)
- 1993 : Flesh and Bone : Ginnie (Gwyneth Paltrow)
- 1993 : Hocus Pocus : Jenny Dennison (Stephanie Faracy)
- 1993 : Meurtre par intérim : Kris Bolin (Lara Flynn Boyle)
- 1993 : État second : Nan Gordon (Deirdre O'Connell)
- 1994 : Les Complices : Sabrina Peterson (Julia Roberts)
- 1996 : That Thing You Do! : Tina (Charlize Theron)
- 1997 : Volte-face : Eve Archer (Joan Allen)
- 1997 : L'Associé du diable : Christabella (Connie Nielsen)
- 1997 : Le Cinquième Élément : une hôtesse ( ? )
- 1998 : Le Détonateur : Cass Lake (Melinda McGraw)
- 1999 : The Faculty : la principale Valerie Drake (Bebe Neuwirth)
- 1999 : 8 millimètres : Amy Welles (Catherine Keener)
- 2005 : Assaut sur le central 13 : Alex Sabian (Maria Bello)
- 2006 : Half Light : Sharon Winton (Kate Isitt)
- 2011 : Une séparation : Mme Ghahraei (Merila Zarei)
- 2016 : Julieta : Julieta (Emma Suárez)
- 2017 : Battle of the Sexes : Priscilla Wheelan (Elisabeth Shue)
- 2017 : La Fille dans le brouillard : Stella Honer (Galatea Ranzi)
- 2018 : Midnight Sun : Dr Paula Fleming (Suleka Mathew)
- 2018 : Le Book Club : Sharon (Candice Bergen)
- 2023 : Winter Break : Judy Clotfelter (Gillian Vigman)
- 2024 : Le Beau Jeu (en) : Gabriella (Valeria Golino)

#### Films d'animation
- 1997[2] : Princesse Mononoké : Dame Eboshi
- 2000 : Dinosaure : Plio
- 2004 : Gang de requins : Katie Current
- 2018 : LEGO DC Super Hero Girls : Le Collège des Super-Méchants : Principale Taller
- 2019 : La Famille Addams : Grand-mère Addams

### Télévision

#### Téléfilms
- Rebecca De Mornay dans :
  - Une femme encombrante (1991) : Flo March
  - L'Amour égaré (1997) : Nora Mahler
  - Au bout de la nuit (1999) : Lainey Berman
  - L'Ombre de la séduction (2000) : Derian McCall

- 2011 : Sur les traces de ma fille : Eve Duncan (Laura Prepon)
- 2015 : Pauvre petite fille riche: Martha (Gail O'Grady)
- 2017 : Je ne me tairai pas : Margarete Oelckers (Nadja Uhl)
- 2019 : Un baiser pour Noël : Marilyn (Barbara Alyn Woods)
- 2021 : Lettre à la future femme de mon mari : Amelia (Clare Grant)
- 2021 : Celeste Beard : La Face cachée d'une croqueuse de diamants : Celeste Beard (Julie Benz)
- 2021 : La folie d'une mère : L'Histoire vraie de Debora Green : Debora Green (Stephanie March)
- 2023 : Deux femmes pour un magot : Juliette Koons (Caroline Peters)

#### Séries télévisées
- Kim Cattrall dans (9 séries) :
  - Invasion (1997) : Dr Sheila Moran (mini-série)
  - Créature (1998) : Dr Amanda Mayson (mini-série)
  - Sex and the City (1999-2004) : Samantha Jones (94 épisodes)
  - Modus (2017) : Helen Tyler (8 épisodes)
  - Tell Me a Story (2018-2019) : Colleen Powell (9 épisodes)
  - Filthy Rich (2020) : Margaret Monreaux (10 épisodes)
  - How I Met Your Father (2022-2023) : Sophie Thompkins âgée (30 épisodes)
  - Glamorous (2023) : Madolyn Addison (10 épisodes)
  - And Just Like That... (2023) : Samantha Jones (1 épisode)

- Sharon Stone dans (5 séries) :
  - Huff (2006) : Dauri Rathburn (saison 2)
  - New York, unité spéciale (2010) : Jo Marlowe (saison 11)
  - Mosaic (2018) : Olivia Lake (mini-série)
  - Ratched (2020) : Lenore Osgood (8 épisodes)
  - The Flight Attendant (2022) : Lisa Bowden (saison 2)

- Rebecca De Mornay dans :
  - Shining : Les Couloirs de la peur (1997) : Wendy Torrence (mini-série)
  - Boomtown (2003) : Sabrina Fithian (saison 2, épisodes 1 et 2)
  - New York, unité spéciale (2006) : Tessa McKellen (saison 7, épisode 15)

- Gail O'Grady dans :
  - Desperate Housewives (2008) : Anne Schilling (saison 5)
  - New York, unité spéciale (2009) : Ruth Walker (saison 10, épisode 19)
  - Revenge (2014-2015) : Stevie Grayson (11 épisodes)

- Jennifer Saunders dans :
  - Absolutely Fabulous (1992-2005) : Edina « Eddie » Monsoon
  - The Pentaverate (2022) : la maîtresse de Dubrovnik (mini-série)

- Annette Bening dans :
  - Les Soprano (2003) : Annette Bening (saison 5, épisode 11)
  - Apples Never Fall (2024) : Joy Delaney (mini-série)

- Jennifer Ehle dans :
  - Blacklist (2014-2015) : Madeline Pratt (saison 1, épisode 14 et saison 2, épisode 14)
  - The Comey Rule (2020) : Patrice Comey (mini-série)

- Trine Dyrholm dans :
  - Les Héritiers (2014-2017) : Gro Grønnegaard (26 épisodes)
  - Bauhaus - Un temps nouveau (2019) : Stine Branderup (mini-série)

- Mimi Rogers dans :
  - Harry Bosch (2014-2021) : Honey « Money » Chandler (34 épisodes)
  - Bosch: Legacy (depuis 2022) : Honey « Money » Chandler

- Mary Stuart Masterson dans :
  - Blindspot (2017-2020) : Eleanor Hirst (12 épisodes)
  - For Life (2020-2021) : Anya Harrison (13 épisodes)

- Jean Smart dans :
  - Watchmen (2019) : Laurie Blake
  - Mare of Easttown (2021) : Helen Fahey (mini-série)

- 1986 : Nord et Sud : Augusta Barclay (Kate McNeil) (mini-série)
- 1986-1992 : La Loi de Los Angeles : Grace Van Owen (Susan Dey) (126 épisodes)
- 1988-1989 : Falcon Crest : Pilar Ortega-Cumson (Kristian Alfonso) (1re voix)
- 1988-1991 : China Beach : l'infirmière Colleen McMurphy (Dana Delany) (60 épisodes)
- 1989-1990 : Alerte à Malibu : Jill Riley (Shawn Weatherly) (18 épisodes)
- 1995-1996 : Les Dessous de Palm Beach : l'inspecteur Holly Rawlins (Tyler Layton (en)) (12 épisodes)
- 1997-1999 : Chérie, j'ai rétréci les gosses : Diane Szalinski (Barbara Alyn Woods) (1re voix, saisons 1 et 2)
- 2005-2006 : New York, cour de justice : Tracey Kiber (Bebe Neuwirth) (13 épisodes)
- 2008 : Prison Break : Lisa Tabak (Stacy Haiduk) (9 épisodes)
- 2010 : Borgen, une femme au pouvoir : Lisbeth Hesselboe (Ida Dwinger (da)) (saison 1, épisodes 1 et 2)
- 2011-2015 : Person of Interest : Zoe Morgan (Paige Turco) (9 épisodes)
- 2012 : Luck : Claire Lachay (Joan Allen) (6 épisodes)
- 2012-2013 : Warehouse 13 : Jane Lattimer (Kate Mulgrew) (2e voix, saison 4)
- 2012-2015 : Les Experts : Julie Finlay (Elisabeth Shue) (71 épisodes)
- 2013-2014 : The Newsroom : Rebecca Halliday (Marcia Gay Harden) (10 épisodes)
- 2014 : Olive Kitteridge : Joyce (Patricia Kalember) (mini-série)
- 2015-2018 : The Royals : la reine Helena Henstridge (Elizabeth Hurley) (40 épisodes)
- 2016-2017 : Night Shift : Dr Syd Jennings (Jennifer Beals) (7 épisodes)
- 2017 : Fearless : Heather Myles (Robin Weigert) (mini-série)
- 2017 : Feud : Joan Crawford (Jessica Lange) (mini-série)
- 2017 : Training Day : Holly McCabe (Julie Benz) (7 épisodes)
- 2017 : No Offence : Nora Attah (Rakie Ayola) (7 épisodes)
- 2018 : Nightflyers : Dr Agatha Matheson (Gretchen Mol) (10 épisodes)
- 2018 : McMafia : Oksana Godman (Mariya Shukshina (en)) (7 épisodes)
- 2018-2020 : Élite : Begoña Benavent (Yaiza Guimaré) (9 épisodes)
- 2018-2020 : Condor : Lily Partridge (Kate Vernon) (8 épisodes)
- 2018-2021 : Atypical : Megan (Angel Laketa Moore) (10 épisodes)
- 2019 : Pennyworth : Undine Thwaite (Sarah Alexander) (saison 1)
- 2019 : Designated Survivor : Dianne Lewis (Jennifer Wigmore) (saison 3)
- 2019-2022 : La Fabuleuse Madame Maisel : Corinne (Veanne Cox) (saison 3, épisodes 7 et 8 puis saison 4, épisode 3)
- 2020 : Love Life : la narratrice (Lesley Manville) (voix)
- 2022 : Le Tueur de l'ombre : Karina Hørup (Helle Fagralid)
- 2022 : Minx : Elayne (Susan Walters) (saison 1, épisode 9)
- 2023 : Tout le monde aime les diamants : ? (?)
- 2023 : Mrs. Davis (en) : Celeste Abbott (Elizabeth Marvel) (mini-série)
- 2024 : Sugar : Melanie Mackie (Amy Ryan)
- 2024 : Elsbeth : Dr Vanessa Holmes (Gina Gershon) (saison 1, épisode 6)

### Jeux vidéo
- 2006 : The Secrets of Da Vinci : Le Manuscrit interdit : Babou de la Bourdaisière
- 2007 : Heavenly Sword : Manta
- 2019 : Anthem : Marelda
- 2016-2025: World of Warcraft : Xal'atath

### Direction artistique
Note : Les dates en italique correspondent aux sorties initiales des films dont Micky Sébastian a assuré le redoublage.
Films
- 1992 : California Man
- 1994 : L'Apprenti millionnaire
- 1994 : Bébé part en vadrouille
- 1994 : The Crow
- 1995 : Ça tourne à Manhattan
- 1995 : Miami Rhapsodie
- 1995 : Le Père de la mariée 2
- 1996 : Emma, l'entremetteuse
- 1996 : Jack
- 2018 : The Domestics
- 2018 : Curtiz
- 2021 : Je suis toutes les filles
- 2021 : The Green Knight

Séries télévisées
- 2020 : Ratched